# Liste des épisodes de Love Live! Sunshine!!
Cet article est un complément de l’article sur la franchise Love Live! Sunshine!!. Il contient la liste des épisodes de la série télévisée d'animation répartie en saisons.

## Saison 1
| No | Titre français                   | Titre japonais       | Titre japonais         | Date de 1re diffusion |
| No | Titre français                   | Kanji                | Rōmaji                 | Date de 1re diffusion |
| -- | -------------------------------- | -------------------- | ---------------------- | --------------------- |
| 01 | Je veux resplendir!              | 輝きたい!!           | Kagayakitai!!          | 2 juillet 2016        |
| 02 | Attrapons la nouvelle élève!     | 転校生をつかまえろ!  | Tenkōsei o tsukamaero! | 9 juillet 2016        |
| 03 | First Step!                      | ファーストステップ   | Fāsuto suteppu         | 16 juillet 2016       |
| 04 | Nos sentiments à toutes les deux | ふたりのキモチ       | Futari no kimochi      | 23 juillet 2016       |
| 05 | Yohane, l'ange déchu             | ヨハネ堕天           | Yohane Daten           | 30 juillet 2016       |
| 06 | Créons un clip                   | PVを作ろう           | PV o tsukurō           | 6 août 2016           |
| 07 | TOKYO                            | TOKYO                | TOKYO                  | 13 août 2016          |
| 08 | Sans regret?                     | くやしくないの？     | Kuyashikunai no?       | 20 août 2016          |
| 09 | Douces rêveuses                  | 未熟DREAMER          | Mijuku Dorīma          | 27 août 2016          |
| 10 | Shiny, et que ça saute!          | シャイ煮はじめました | Shai-ni hajimemashita  | 3 septembre 2015      |
| 11 | Amitié plein gaz!                | 友情ヨーソロー)      | Yūjō Yōsorō            | 10 septembre 2016     |
| 12 | L'heure de prendre son envol     | はばたきのとき       | Habataki no Toki       | 17 septembre 2016     |
| 13 | Sunshine!!                       | サンシャイン!!       | Sanshain!!             | 24 septembre 2016     |

## Saison 2
| No | Titre français            | Titre japonais         | Titre japonais           | Date de 1re diffusion |
| No | Titre français            | Kanji                  | Rōmaji                   | Date de 1re diffusion |
| -- | ------------------------- | ---------------------- | ------------------------ | --------------------- |
| 01 | Prochaine étape           | ネクストステップ       | Nekusuto Suteppu         | 7 octobre 2017        |
| 02 | Le bruit de la pluie      | 雨の音                 | Ame no oto               | 14 octobre 2017       |
| 03 | Arc-en-ciel               | 虹                     | Niji                     | 21 octobre 2017       |
| 04 | Pas de manière avec moi   | ダイヤさんと呼ばないで | Daiya-san to yobanai de  | 28 octobre 2017       |
| 05 | Recueillir un chien       | 犬を拾う               | Inu o hirou              | 4 novembre 2017       |
| 06 | Aqours WAVE               | Aqours WAVE            | Aqours WAVE              | 11 novembre 2017      |
| 07 | Le temps qu'il nous reste | 残された時間           | Nokosareta jikan         | 18 novembre 2017      |
| 08 | HAKODATE                  | HAKODATE               | HAKODATE                 | 25 novembre 2017      |
| 09 | Awaken the power          | Awaken the power       | Awaken the power         | 2 décembre 2017       |
| 10 | A la recherche du shiny   | シャイニーを探して     | Shainii o sagashite      | 9 décembre 2017       |
| 11 | Le lycée Uranohoshi       | 浦の星女学校           | Uranohoshi jogakkō       | 16 décembre 2017      |
| 12 | Une mer de lumière        | 光の海                 | Hikari no umi            | 23 décembre 2017      |
| 13 | Notre éclat               | 私たちの輝き           | Watashitachi no kagayaki | 30 décembre 2017      |